# Trunking

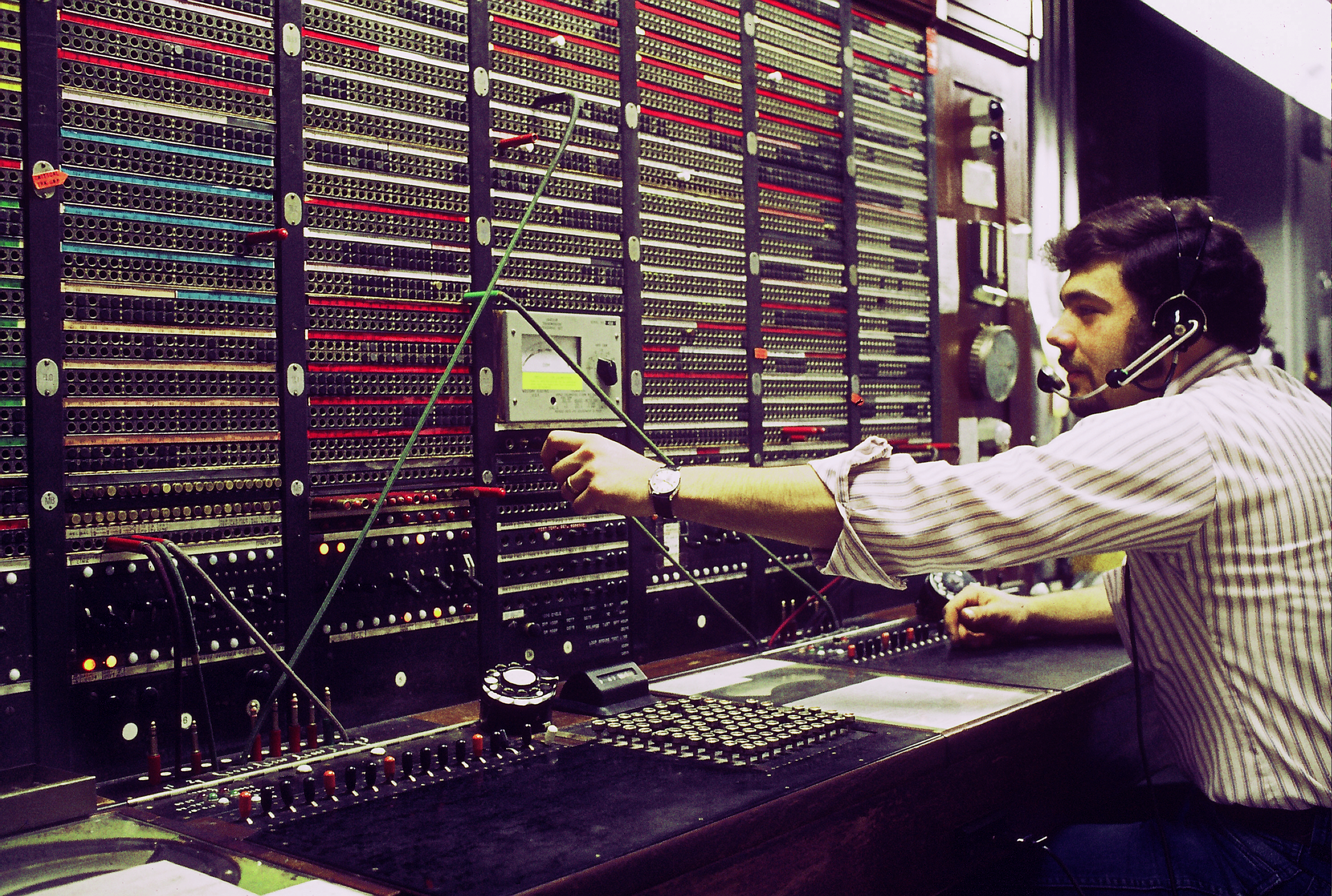
Oficina OGT típica.

En telecomunicacions, el trunking és una tecnologia per proporcionar accés a la xarxa a diversos clients simultàniament compartint un conjunt de circuits, portadores, canals o freqüències, en lloc de proporcionar circuits o canals individuals per a cada client. Això recorda l'estructura d'un arbre amb un sol tronc i moltes branques. El trunking en telecomunicacions es va originar en la telegrafia, i més tard en els sistemes telefònics on una línia troncal és un canal de comunicacions entre centrals telefòniques.
Entre les aplicacions més importants s'hi poden incloure els sistemes de ràdio troncal utilitzats habitualment per les agències policials, parcs de bombers o ambulàncies, etc... amb la gran diferència respecte a les xarxes de telefonia mòbil, que el protocol TRS no inclou la geolocalització
El concepte de trunking s'ha aplicat també a les xarxes d'ordinadors, en forma d'agregació d'enllaços i etiquetatge de VLAN,

## Telecomunicacions
Una línia troncal és un circuit que connecta centrals telefòniques (o altres equips de commutació), a diferència del circuit de bucle local que s'estén des de l'equip de commutació de la central telefònica fins als telèfons individuals o equips d'origen/final d'informació.
Les línies troncals s'utilitzen per connectar una central privada (PBX) a un proveïdor de serveis telefònics. Quan sigui necessari, poden ser utilitzats per qualsevol telèfon connectat a la central, mentre que les línies que van de l'estació a les extensions serveixen només ls telèfons d'aquesta estació. L'enllaç troncal estalvia costos, perquè normalment hi ha menys línies troncals que línies d'extensió, ja que és inusual a la majoria d'oficines tenir totes les línies d'extensió en ús per a trucades externes alhora. Les línies troncals transmeten veu i dades en diferents formats v.gr.: analògic, T1, E1, RDSI, PRI o SIP. Les línies de to de marcació per a les trucades sortints s'anomenen troncals DDCO (Direct Dial Central Office).
Al Regne Unit i als països de la Commonwealth, una trucada troncal era el terme emprat per a trucades de llarga distància que travessen una o més línies troncals i que implica més d'una central telefònica. Això contrasta amb fer una trucada local que implica un únic intercanvi i normalment sense línies troncals pel mig.
El trunking també es refereix a la connexió d'interruptors i circuits dins d'una mateixa central telefònica. El trunking està estretament relacionat amb el concepte de grau de servei. El trunking permet tenir un grup d'interruptors d'entrada al mateix temps. Així, el proveïdor de serveis pot emprar un nombre menor de circuits del que seria necessari, permetent "compartir" un nombre menor de connexions entre un nombre més gran d'usuaris aconseguint així un estalvi de capacitat.

## Xarxes d'ordinadors

### Agregació d'enllaços
En xarxes d'ordinadors, l'enllaç de ports és l'ús de múltiples connexions de xarxa concurrents per agregar la velocitat d'enllaç de cada port i cable participant, també anomenada agregació d'enllaços. Aquests grups d'enllaços d'ample de banda elevat es poden utilitzar per interconnectar commutadors o per connectar servidors d'alt rendiment a una xarxa.

### VLAN
En el context de les VLAN Ethernet, Cisco utilitza el terme Ethernet trunking al fet de transportar diverses VLAN a través d'un únic enllaç de xarxa mitjançant l'ús d'un protocol de trunking. Per permetre múltiples VLAN en un enllaç, s'han d'identificar trames de VLAN individuals. El mètode més comú i preferit, IEEE 802.1Q, afegeix una etiqueta a la trama Ethernet que l'etiqueta com a pertanyent a una determinada VLAN. Com que 802.1Q és un estàndard obert, pot funcionar amb equips de qualsevol proveïdor. Cisco també té un protocol de trunking propietari (ara obsolet) anomenat Inter-Switch Link que encapsula la trama Ethernet amb el seu propi contenidor, que etiqueta la trama com a pertanyent a una VLAN específica. 3Com va utilitzar el Trunking LAN virtual (VLT) propietari abans que es definís la norma 802.1Q.

## Comunicacions per ràdio

Sistema troncal controlat centralment mitjançant un canal de control (que es mostra a la figura).).

En les comunicacions bidireccionals de ràdio, el trunking radio system o TRS, fa referència a la capacitat de les transmissions de ser servides per canals lliures la disponibilitat dels quals està determinada per protocols algorísmics. En es xarxes de ràdio convencional (és a dir, no trunked), els usuaris d'un mateix servei comparteixen un o més canals de ràdio exclusius i han d'esperar el seu torn per utilitzar-los, de manera anàloga al funcionament a les cúes d'un grup de caixers en una gran supermercat, on cada caixer serveix a la seva pròpia línia de clients. El caixer representa cada canal de ràdio, i cada client representa un usuari de ràdio que transmet a la seva emissora.
Les xarxes TRS agrupen tots els canals (caixers del supermercat) en un sol grup i utilitzen un controlador de central (gestor del supermercat que assigna els compradors als caixers) tal com determina el protocol de la central (protocols TRS).
En una xarxa TRS, les transmissions individuals de qualsevol conversa poden tenir lloc en diversos canals diferents. En l'analogia amb el supermercat, això és com si un grup de compradors fes la compra alhora i el gestor del supermercat li assignés diferents caixers alhora. pel fet que un sol comprador pagui més d'una compra, se li pot assignar un caixer diferent cada una.
Les xarxes TRS proporcionen una major eficiència a costa d'una major sobrecàrrega de gestió. Les comandes del responsable de la central s'han de transmetre a tots els usuaris. Això es fa assignant un o més canals de ràdio com a "canal de control". El canal de control transmet dades del controlador del lloc que executa el TRS, i és supervisat contínuament per totes les ràdios de camp del sistema perquè sàpiguen seguir les diverses converses entre els membres dels seus grups de conversa (famílies) i altres grups de conversa a mesura que van saltar de canal de ràdio a canal de ràdio.
Les xarxes TRS han crescut massivament en la seva complexitat des de la seva introducció, i ara inclouen sistemes de diversos llocs que poden cobrir estats sencers o parts de nacions. Això també és similar a la idea d'una cadena de supermercats. El comprador generalment va al supermercat més proper, però si hi ha complicacions o congestió, el comprador pot optar per anar a un supermercat veí. Cada supermercat de la cadena poden parlar entre ells i transmetre missatges entre compradors de diferents supermercat si és necessari, i es donen una còpia de seguretat entre ells: si una central s'ha de tancar per reparació, altres centrals es fan càrrec dels clients.
Les xarxes TRS tenen més riscos per superar que les xarxes de ràdio convencionals, ja que una pèrdua del gestor de la central (controlador del lloc) faria que el trànsit del sistema ja no estigués gestionat. En aquest cas, la majoria de les vegades el TRS canviarà automàticament a un canal de control alternatiu o, en circumstàncies més rares, cap al funcionament d'un sistema convencional. Malgrat aquests riscos, les xarxes TRS solen mantenir un temps de funcionament raonable.
Les xarxes TRS són més difícils de controlar mitjançant escàner de ràdio que xarxes convencionals; tanmateix, els grans fabricants d'escàners de ràdio han introduït models que, amb una mica de programació addicional, són capaços de seguir les xarxes TRS de manera bastant eficient.